# Issachar
Issachar (en hébreu : יִשָּׂשׁכָר, « homme de la récompense ») est le neuvième fils de Jacob et le cinquième des sept enfants que Léa eut à פדן ארם (Paddan-Aram (en)). Il est le cinquième des six fils de Jacob et Léa dans le récit de la Genèse. 

## Récit biblique

### L'homme du salaire
Le nom d'Issachar est expliqué ainsi dans le texte de Genèse 30, après l'épisode des mandragores : 
16 Et Jacob vint des champs sur le soir, et Léa sortit à sa rencontre, et dit : C’est vers moi que tu viendras, car je t’ai loué (שָׂכֹר שְׂכַרְתִּיךָ, SKR SKRTYK, Sakor Sekartikha) pour les mandragores de mon fils. Et il coucha avec elle cette nuit-là.
17 Et Dieu entendit Léa, et elle conçut, et enfanta à Jacob un cinquième fils.
18 Et Léa dit: Dieu m’a donné mon salaire (שְׂכָרִי, SKRY, Sekari), parce que j’ai donné ma servante à mon mari. Et elle appela son nom Issacar (יִשָּׂשכָר, YSSKR, Yisaskar).
Commentaire d’Élie Munk (La Voix de la Torah) :
Le nom « Issacar » (יששכר, YSSKR) fait allusion à cette récompense (שכרי, SKRY) et, en même temps, à la « location » (שָׂכֹר שְׂכַרְתִּיךָ, SKR SKRTYK, Sakor Sekartikha) mentionnée au verset 16.
Ce nom, "homme du salaire" est à l'origine du surnom "Iscariote" donné à Judas Iscariote : pour saint Jérôme, Judas Iscariote tira son nom « soit du bourg où il est né, soit de la tribu d'Issachar, si bien qu'il est né en quelque sorte sous le présage de sa condamnation. En effet, Issachar signifie "salaire" pour indiquer la rémunération du traître ».

### Âne robuste
Thola, Phua, Jasub et Semron sont les quatre fils d'Issachar qui partent avec leur père et leur grand-père Jacob pour s'installer en Égypte au pays de Goshen dans le delta du Nil.
Dans la bénédiction de Jacob mourant à ses fils, Issachar est associé à l'âne. Vu la mauvaise réputation de celui-ci en Occident, celui-ci est en général remplacé par l'ours.[réf. nécessaire]

## Autres références
Issachar a pour descendant le juge Thola, fils de Poua, fils de Dodo qui porte le même nom que son premier fils,,.
Issachar âgé de 30 ans se marie. Issachar fait son testament âgé de 122 ans et meurt.